# Миско, Иван Якимович
Ива́н Яки́мович Миско́ (род. 22 февраля 1932, дер. Чемеры Слонимского повета Новогрудского воеводства Польши) — советский и белорусский скульптор, народный художник Беларуси (2008).
Работает в области станковой и монументальной скульптуры. Главная тема его произведений — космонавтика и её герои.

## Биография

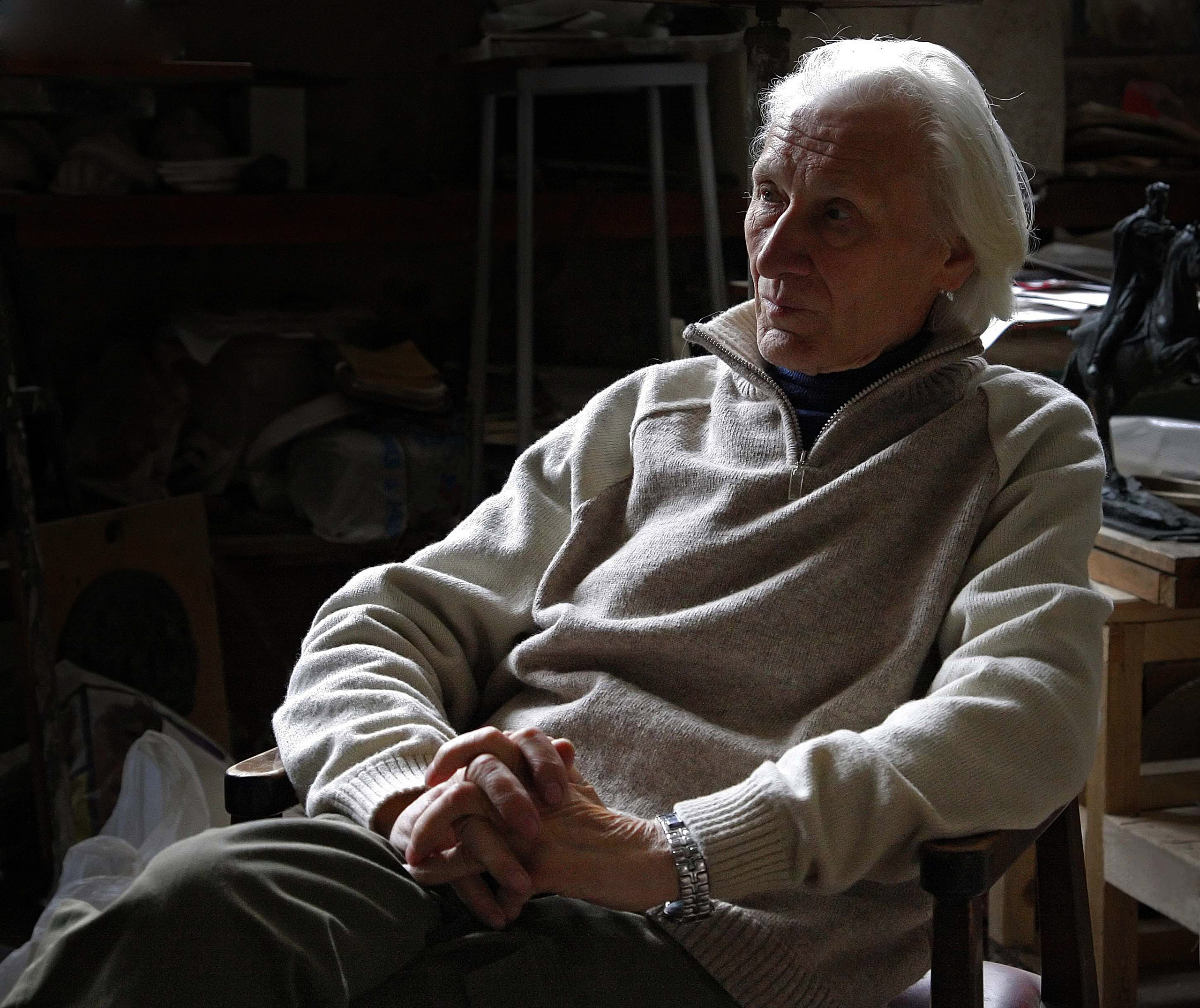
Иван Миско. Фото Евгения Колчева.

Родился в деревне Чемеры, ныне Слонимского района Гродненской области.
Окончил Минское художественное училище и Белорусский театрально-художественный институт. Учился у Андрея Бембеля и Алексея Глебова, часто встречался с Заиром Азгуром.
С 1957 года экспонирует свои произведения на выставках. Начиная с 1960-х годов космическая тема занимает все более важное место в его творчестве.
Член Союза художников СССР и Белорусского союза художников.
Мастерская скульптора находится в историческом центре Минска, на Немиге.

## Творчество
- Монументальные памятники (в содружестве со скульпторами Николаем Рыженковым, Андреем Заспицким и архитектором Олегом Трофимчуком)[3]:
  - Матери-патриотке в г. Жодино (1975)
  - Максиму Горькому в Центральном детском парке г. Минска (1981)

## Награды

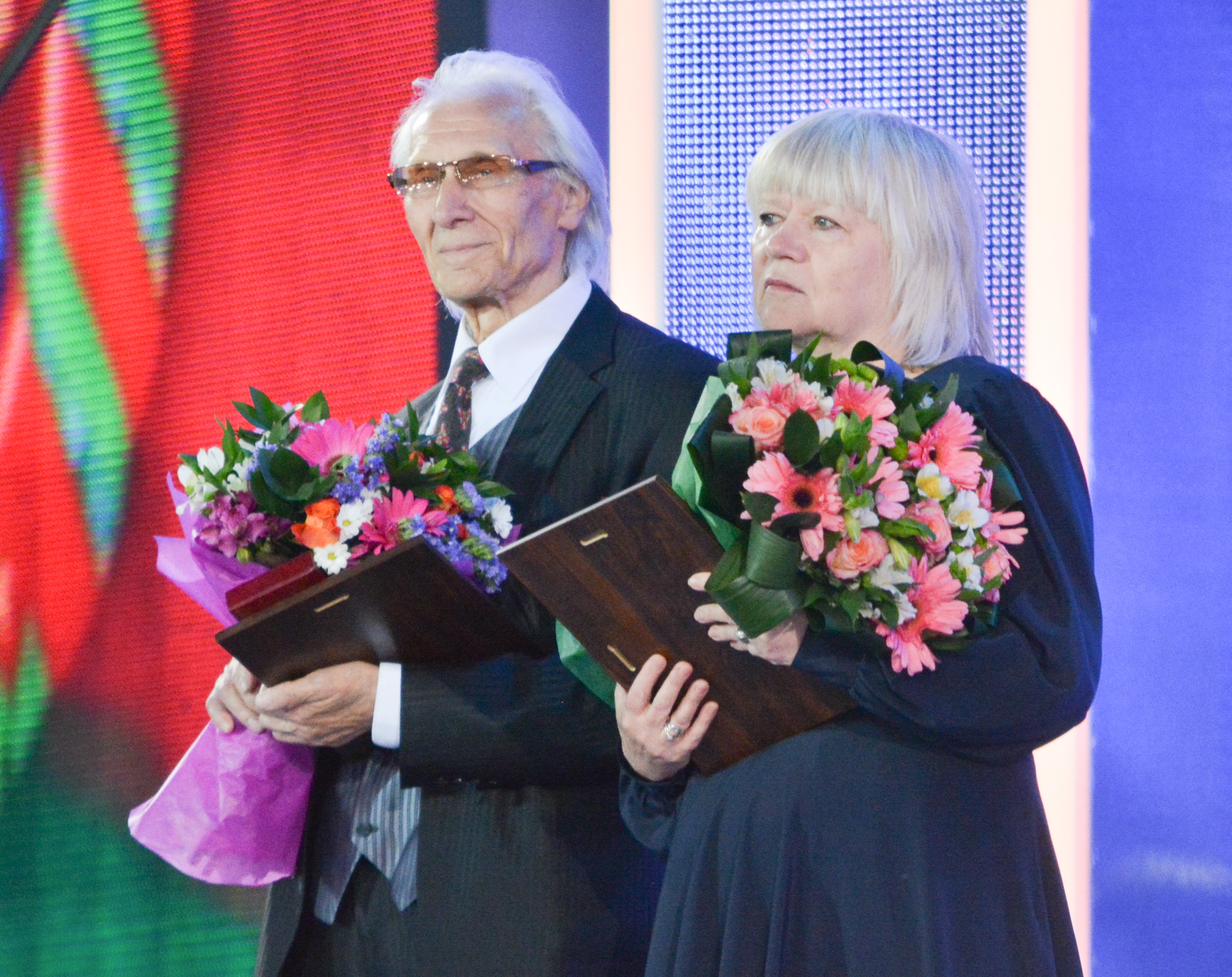
Иван Миско (слева) и Инесса Слюнькова на вручении премии Союзного государства («Славянский Базар» 2014).

- Заслуженный деятель искусств Белорусской ССР (1989)[5]
- Народный художник Беларуси (2008)[6]
- Медаль Франциска Скорины (2002)[2]
- Орден Франциска Скорины (2023)[7]
- Награждён Почётной грамотой Верховного Совета БССР (1976)[2]
- Лауреат Государственной премии СССР (1977) — за монумент в честь матери-патриотки Куприяновой в Жодино[1]
- Премия Союзного государства в области литературы и искусства (2014)[8]